# Wanda Golakowska
Wanda Golakowska, właśc. Barbara Golakowska (ur. 19 maja 1901 w Kamiennej, zm. 8 stycznia 1975 w Warszawie) – polska artystka plastyczka specjalizująca się w ceramice artystycznej.

## Życiorys
Studiowała w Warszawskiej Szkole Sztuk Pięknych pod kierunkiem profesorów Wojciecha Jastrzębowskiego i Karola Tichego. Dyplom pedagogiczny otrzymała w 1925 roku, dyplom architekta wnętrz (specjalność: ceramika) i absolutorium z malarstwa w roku 1936. Od 1933 roku pracowała w Akademii Sztuk Pięknych w Warszawie, w pracowni prof. Karola Tichego. Pracę w Akademii Sztuk Pięknych w Warszawie kontynuowała po II wojnie światowej jako adiunkt, a od 1951 roku docent.
Tworzyła przede wszystkim ceramikę artystyczną, wykorzystując szkliwa redukcyjne, nad którymi prowadziła także prace naukowo-badawcze.
Została pochowana na Cmentarzu Powązkowskim w Warszawie.

## Wystawy, nagrody, odznaczenia, zbiory dzieł
- 1928 Wystawa grupy artystów "Rzut", Warszawa, Zachęta
- 1930 Salon listopadowy, Warszawa, Instytut Propagandy Sztuki
- 1933 Wystawa Międzynarodowej Federacji Business and Professional Women, Amsterdam, Stedelijk Museum
- 1934 Międzynarodowa wystawa plastyczek, Warszawa, Instytut Propagandy Sztuki
- 1935 Wystawa sztuki polskiej, Berlin, Hamburg i inne miasta Niemiec
- 1936 Wystawa Spółdzielni "Ład", Warszawa, Instytut Propagandy Sztuki
- 1936 Międzynarodowa wystawa sztuki, Helsinki
- 1937 Wystawa wnętrz, Warszawa, Instytut Propagandy Sztuki
- 1937 Międzynarodowa wystawa „Sztuka i technika", Paryż — Grand Prix dla sekcji polskiej
- 1938 Międzynarodowa wystawa rzemiosł, Berlin – brązowy medal
- 1952 I Ogólnopolska wystawa architektury wnętrz i sztuki dekoracyjnej, Warszawa, Zachęta
- 1952 Wystawa ceramiki szkół plastycznych w ramach Zlotu Młodych Przodowników Budowniczych Polski Ludowej, Warszawa
- 1952 Wystawa polskiej ceramiki artystycznej pierwszej połowy XX w., Wrocław, Muzeum Śląskie
- 1953 Wystawa technik ceramicznych, Toruń, Muzeum Okręgowe
- 1954 I Ogólnopolska wystawa ceramiki i szkła artystycznego, Wrocław, Muzeum Śląskie — I nagroda wspólnie z F. Strynkiewiczem
- 1956 Międzynarodowa wystawa rzeźby współczesnej, Paryż
- 1956 Wyróżnienie za pracę zawodową i społeczną przez rektorat ASP w Warszawie i Radę ZZ Pracowników Kultury i Sztuki
- 1956 Złoty Krzyż Zasługi
- 1956/57 Wystawa XXX-lecia Ładu, Warszawa, Zachęta
- 1957 II Ogólnopolska wystawa architektury wnętrz, Warszawa, Zachęta — II nagroda
- 1957 Międzynarodowa wystawa sztuki dekoracyjnej XI Triennale, Mediolan — wyróżnienie honorowe
- 1958 Międzynarodowa wystawa sztuki dekoracyjnej, Londyn, Sztokholm
- 1958/59 Wystawa współczesnej sztuki polskiej, Kair, Pałac El Monasterly, Aleksandria, Muzeum Sztuk Pięknych; Damaszek Muzeum; Bagdad Galeria Instytutu Sztuk Pięknych w Bagdadzie
- 1959 Międzynarodowa wystawa ceramiki, Waszyngton
- 1960 Wystawa grupy „Powiśle", Warszawa, Zachęta
- 1960 Międzynarodowa wystawa sztuki unikatowej, Stuttgart
- 1960 Międzynarodowa wystawa sztuki kobiet, Budapeszt, Mucsarnok
- 1960 Międzynarodowa wystawa sztuki dekoracyjnej XII Triennale, Mediolan
- 1962 Międzynarodowa wystawa współczesnej ceramiki artystycznej, Praga
- 1963 Wystawa sztuki użytkowej z cyklu "Polskie dzieło plastyczne w XV-lecie PRL", Warszawa, Zachęta – nagroda II stopnia w dziale ceramiki
- 1964 Wystawa ogólnopolska tkaniny, ceramiki i szkła, Warszawa, Zachęta
- 1964/65 Wystawa polskiej sztuki użytkowej, Bukareszt, Pałac Prasy, Praga, Galeria Uluv, Brno, Belgrad Izlożebni Paviljon
- 1965 XXIII Konkurs Międzynarodowy Ceramiki Artystycznej, Faenza – wyróżnienie
- 1965 10. Międzynarodowa wystawa sztuki ceramicznej, Waszyngton, The Kiln Club of Washington
- 1965 Wystawa międzynarodowa "Szkliwa w ceramice współczesnej", Genewa, Muzeum Ariane
- 1966/67 Międzynarodowa wystawa ceramiki, Kanada
- 1967 Wystawa 40 lat "Ładu", Warszawa, Zachęta
- 1967 Wystawa "Warszawa i Włosi w Warszawie", Rzym, Palazzo delle Esposizioni
- 1968 Nagroda Ministra Kultury i Sztuki za pracę artystyczną i dydaktyczno-wychowawczą;
- 1977 "Wanda Golakowska, 1901-1975, ceramika", Warszawa, Zachęta

Dzieła Wandy Golakowskiej znajdują się w zbiorach Muzeum Narodowego w Warszawie, Muzeum Narodowego w Krakowie, Muzeum Narodowego we Wrocławiu, Muzeum Okręgowego w Toruniu, Akademii Sztuk Pięknych w Warszawie i w kolekcjach prywatnych.